# Eldon (Missouri)
Eldon – miasto w środkowej części stanu Missouri. Spokojne miasteczko zabudowa - domki jednorodzinne, przestępczość znikoma. Dużo kościołów (największy Baptystów w centrum miasta), cmentarz za miastem, szkoła podstawowa, szkoła średnia (technikum), basen odkryty, korty tenisowe. Przy głównej drodze dwa motele, drukarnia, Wal-Mart, tartak, pole golfowe, lotnisko sportowe.

## Klimat
Miasto leży w strefie klimatu subtropikalnego, umiarkowanego, łagodnego bez pory suchej i z gorącym latem, należącego według klasyfikacji Köppena do strefy Cfa. Średnia temperatura roczna wynosi 13,2 °C, a opady 1028,7 mm (w tym 38,9 cm śniegu). Średnia temperatura najcieplejszego miesiąca - lipca wynosi 25,9 °C, natomiast najzimniejszego stycznia -0,4 °C. Najwyższa zanotowana temperatura wyniosła 46,1 °C, natomiast najniższa -33,3 °C. Miesiącem o najwyższych opadach jest maj o średnich opadach wynoszących 124,5 mm, natomiast najniższe opady są w styczniu i wynoszą średnio 45,7 mm.